# Electroplanet
Electroplanet est une entreprise marocaine spécialisée dans la vente d'articles d'électroménager. C'est une filiale du groupe Marjane Holding. Lancée en 2008, l'entreprise dispose de 32 magasins Electroplanet en 2020, répartis sur 16 villes du Maroc. L'enseigne ambitionne d'atteindre 40 magasins d'ici 2022.
Elle emploie 1000 collaborateurs dont plus de 80% sont en contact direct avec la clientèle. L’un de ses principaux concurrents sur le marché marocain est Biougnach.

## Implantation

### Casablanca - Settat (11)
- Hyper Casablanca - Derb Sultan (2009 - 3 130 m2)
- Hyper Casablanca - Technopark (2012 - 1 070 m2), réouverture 2022 - 1 780 m2)[4]
- Hyper Casablanca - Sidi Othmane (2014 - 1 000 m2)
- Hyper Casablanca - Inara (2014 - 450 m2)
- Hyper Casablanca - Tachfine Center (2016 - 1 325 m2)
- Hyper Casablanca - Marina (2019 - 1 000 m2)
- Hyper Casablanca - Oulfa (2020 - 575 m2)
- Hyper Dar Bouazza (2020 - 780 m2)
- Hyper Zenata (2020 - 1 530 m2)
- Hyper Mohammédia (2012 - 1 290 m2)
- Hyper El Jadida - Hay el Matar (2013 - 1 040 m2)

### Rabat - Salé - Kenitra (9)
- Hyper Rabat - Hay Riad (2010 - 400 m2)
- Hyper Rabat - Vita (2014 - 600 m2)
- Hyper Rabat - Arribat Center (2019 - 3 360 m2)
- Hyper Rabat - Diour Jamaa (2022)
- Hyper Rabat - Le Carrousel (2024)
- Hyper Salé - Tabriquet (2011 - 500 m2)
- Hyper Kénitra - Med V - (2012 - 950 m2)
- Hyper Kénitra - Route de Sidi Allal (2013 - 1 470 m2)
- Hyper Témara (2013 - 760 m2)

### Tanger - Tétouan - Al Hoceima (4)
- Hyper Tanger - Medina (2011 - 1 550 m2)
- Hyper Tanger - City Center (2016 - 1 645 m2)
- Hyper Tétouan - Route de M'diq (2011 - 1 270 m2)
- Hyper Tétouan - Hamama (2020 - 400 m2)

### Marrakech - Safi (4)
- Hyper Marrakech - Menara (2012 - 400 m2)
- Hyper Marrakech - Targa (2008 - 720 m2)
- Hyper Marrakech - Massira (2008 - 850 m2)
- Hyper Marrakech - Guélize (2012 - 400 m2)
- Hyper Safi (2016 - 850 m2)

### Fès - Meknès (4)
- Hyper Fès - Agdal (2009 - 940 m2)
- Hyper Fès - Saîss (2009 - 970 m2)
- Hyper Meknès - Route Agouraï (2011 - 710 m2)
- Hyper Meknès - Hamria (2022)

### Oriental (2)
- Hyper Oujda - Angad (2012 - 1 000 m2)
- Hyper Nador (2013 - 1 130 m2)

### Souss - Massa (1)
- Hyper Agadir - Founty (2010 - 1 075 m2)

### Laâyoune - Sakia Elhamra (1)
- Hyper Laâyoune(2024 - 1 000 m2)